# المساعدات الوهمية في أفغانستان

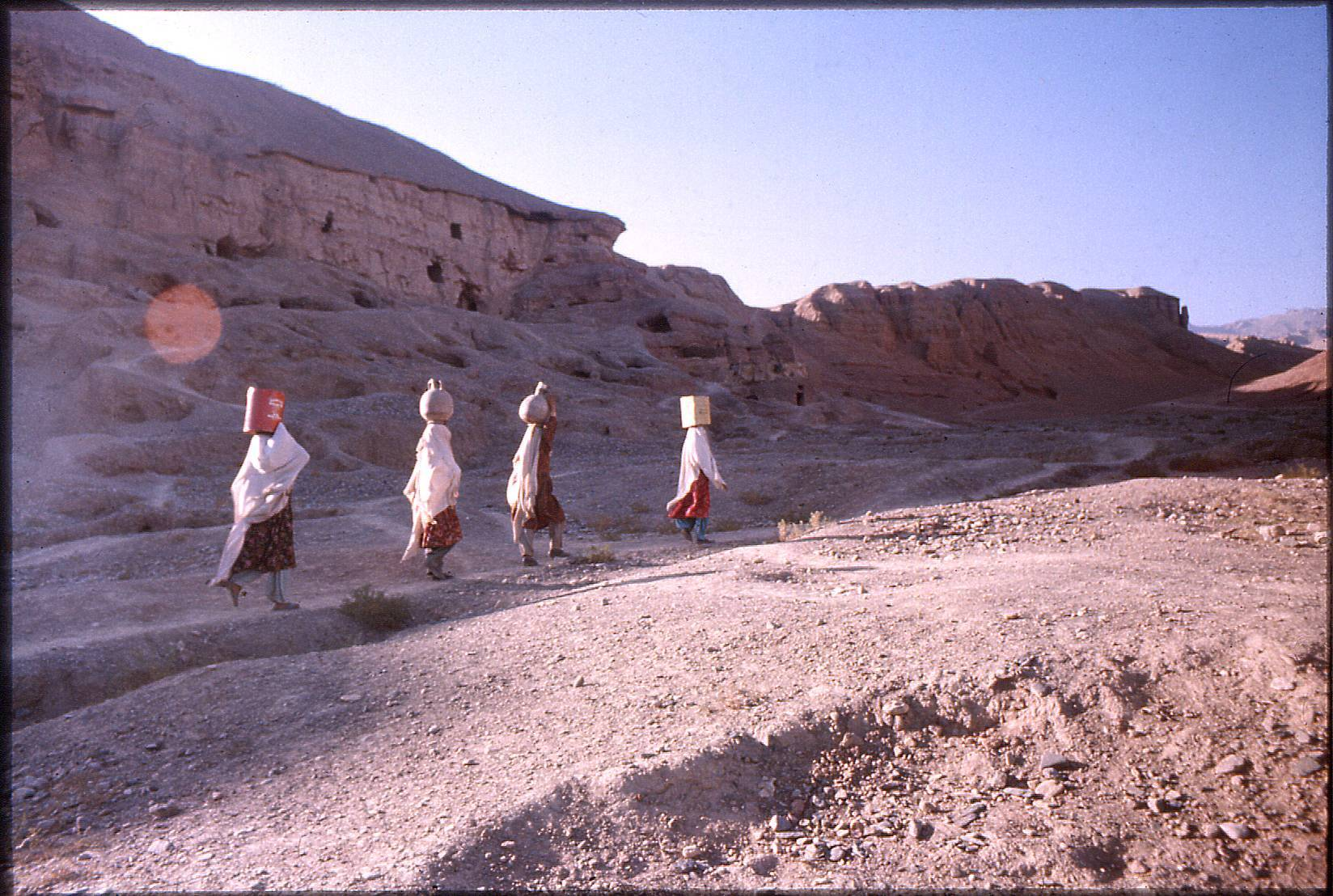
نساء في باميان يحملن الماء سنة 1976

المساعدات الوهمية هي مساعدات لا تصل أبدًا إلى البلدان المتلقية المقصودة. حيث يتم نهبها بطرق عديدة مثل المساعدات المقيدة والإنفاق المحلي على اللاجئين في الدول المانحة. إحدى الدول التي تأثرت بالمساعدات الوهمية هي أفغانستان، التي تلقت ما يقرب من 35 مليار دولار من المساعدات الدولية في سنوات 2002 و 2009. ومع ذلك فإن الكثير من تلك المساعدات لم تساعد في تخفيف حدة الفقر أو تحسين الظروف الاقتصادية والمعيشية لذلك البلد، وربما لم تصل إلى محتاجيها.

## أفغانستان
أفغانستان بلد منخفض الدخل حيث بلغ نصيب الفرد من الناتج المحلي الإجمالي 507 $ سنة 2019 وفقًا للبنك العالمي. ويحتل البلد حاليًا المرتبة 172 في مؤشر التنمية البشرية (HDI). وتعتمد أفغانستان بشكل كبير على المساعدات الخارجية وتمثل المساعدات أكثر من 90٪ من الميزانية الوطنية. العديد من قطاعات الأمة حاليا ضعيفة التطور. معدلات وفيات الأطفال في البلاد مرتفعة عند 16.7٪، مستويات معرفة القراءة والكتابة منخفضة عند 18٪ ومستويات البطالة مرتفعة عند 35٪.
ضمن سلسلة من المقابلات التي أجراها مكتب المفتش العام لبرنامج الدروس المستفادة لإعادة إعمار أفغانستان، قدر أحد الأشخاص الذين تمت مقابلتهم أن 40٪ من المساعدات الأمريكية لأفغانستان منذ سنة 2001 انتهى بها المطاف في جيوب المسؤولين الفاسدين وأمراء الحرب والمجرمين والمتمردين.

## المتبرعين
تعد الولايات المتحدة وكندا من أكثر الدول المانحة لأفغانستان. وبموجب إرشادات لجنة المساعدة الإنمائية التابعة لمنظمة التعاون الاقتصادي والتنمية تُعرف تلك المساعدات باسم المساعدة الإنمائية الرسمية (ODA). هذا الشكل من المساعدات يقوم به القطاع الرسمي للبلد المانح، لتعزيز التنمية الاقتصادية والرفاهية ليكون هدف رئيسي مع شروط مالية ميسرة. إلا أن المساعدات المدارة حاليًا غير كافية لأنها أقل من المبلغ الموعود به في البداية، 0.7٪ من الدخل القومي الإجمالي للدول المانحة.
وهناك مشاكل في كيفية استخدام المساعدة المقدمة. فأحد أشكال المساعدات الوهمية هو المساعدة المشروطة أو المساعدة المقيدة. يحدث هذا عندما تكون المساعدة مرتبطة بشراء منتجات مثل الأسلحة. فالإنفاق على المساعدات الفنية الأجنبية والرواتب المتضخمة للأجانب للعمل في أفغانستان، ونفقات العمل المكتبي في الولايات المتحدة هي أمثلة أخرى على كيفية وصف المساعدة بشكل خاطئ. وقد قامت دول مانحة ممن أعطت الأولوية لسمعتها الوطنية على مساعدة أفغانستان في التغلب على تحديات التنمية والنمو، ببناء «مشاريع سريعة الأثر ورخيصة» مثل الطرق والمباني في أفغانستان. مثل تلك الاستخدامات غير المهمة للمساعدات شكلت 86٪ من إجمالي المساعدات الأمريكية.
وهذا الحال ينطبق أيضًا مع خطة المساعدة الكندية. فـ 60٪ من تلك المساعدات اقتصرت على شراء المنتجات الكندية فقط. هذا مثال على المساعدة المقيدة. وتسببت تلك الممارسة بتأخر وصول المنتجات الغذائية من كندا عدة أشهر أكثر من اللازم، مما أدى إلى انخفاض أسعار البيع للمزارعين المحليين.
وتقوم الشركات الخاصة من الدول المانحة بنهب الكثير من المساعدات. وقد أدى ذلك إلى سوء استخدام ما بين 35٪ ↔ 40٪ من إجمالي المساعدات الدولية. قال أحد المغتربين الأمريكيين الأفغان الذين عملوا مع مقاولين أجانب في أفغانستان:«الشركات الدولية أكثر فسادًا من الشركات المحلية لأنها قصيرة الأجل هنا ومعفاة من الضرائب وتحقق أرباحًا ثم ترحل». ومن أسباب فقدان الحكومة الأفغانية المنتخبة ديمقراطيًا سيطرتها على توزيع المساعدات هو قيام المؤسسات المالية الأجنبية، مثل البنك الدولي وصندوق النقد الدولي وبرنامج الأمم المتحدة الإنمائي والدول المانحة بفرض الإملاءات حول كيفية إنفاق المساعدات.

## التأثيرات
لم يتحسن الاقتصاد أو مستويات المعيشة في أفغانستان على الرغم من ادعاء الدول المانحة أنها ضخت تبرعات أجنبية كبيرة واستثمارات في أفغانستان. على سبيل المثال، لا يزال الوضع الصحي للبلد يمثل مشكلة خطيرة بسبب الفقر، وشهد الإنفاق الصحي السنوي تراجعًا بدءًا من 2005. كانت المواعيد الطويلة لوصول المنتجات الغذائية من كندا ضارة باقتصاد البلاد حيث شكلت الزراعة 31.6% من إجمالي الناتج المحلي. وقالت نورا نيلاند ممثلة المفوض السامي للأمم المتحدة لحقوق الإنسان في أفغانستان:«أن الرعاية والفساد والإفلات من العقاب والتركيز المفرط على الأهداف قصيرة الأجل بدلاً من التنمية طويلة الأجل المستهدفة أدت إلى تفاقم حالة الفقر المدقع».